# Oleg Salenko
Oleg Anatoliévitch Salenko (en russe : Олег Анатольевич Саленко ; en ukrainien : Олег Анатолійович Саленко), né le 25 octobre 1969 à Leningrad en URSS (aujourd'hui Saint-Pétersbourg, en Russie), est un footballeur international russe. Il possède également la nationalité ukrainienne.
Il est surtout connu pour être le seul footballeur de l'histoire à avoir marqué cinq buts lors d'un même match de Coupe du monde de football, record établi à l'occasion du match Russie-Cameroun lors de la Coupe du monde 1994. Il termine meilleur buteur de l'édition (à égalité avec le Bulgare Hristo Stoitchkov) en marquant six buts, malgré l'élimination de son équipe au premier tour.

## Carrière
Formé au Zénith Léningrad (devenu depuis le Zénith Saint-Pétersbourg), club de sa ville natale, il commence sa carrière lors de la saison 1986-1987. Lors de l'été 1988, il est transféré au Dynamo Kiev, où il inscrit la bagatelle de 28 buts en trois saisons. Salenko se révèle lors de la Coupe du monde de football des moins de 20 ans 1989 en Arabie saoudite, où il marque 5 buts dans le tournoi (meilleur buteur de la compétition) avec l'équipe d'Union soviétique de football des moins de 20 ans. Il est alors repéré par l'équipe espagnole du CD Logroñés qui évolue en Primera División et le fait signer lors de la saison 1992-1993. Il inscrit 16 buts et contribue au maintien du club. Il marque 23 buts en 47 matches sous le maillot blanc et rouge du club de Logroño.
Salenko marque en Coupe du monde cinq buts en un seul match pour la Russie lors d'une rencontre face au Cameroun le 28 juin 1994. Salenko termine la Coupe du monde de football de 1994 avec six buts (il avait déjà marqué un but lors du match précédent face à la Suède, en transformant un penalty obtenu par Aleksandr Borodiouk), partageant ainsi le titre de meilleur buteur avec Hristo Stoitchkov, un exploit remarquable puisque la Russie est éliminée dès le premier tour, et que Stoitchkov joue encore quatre matches et 445 minutes de plus dans le tournoi avec la Bulgarie. 
Salenko joue un total de neuf rencontres internationales, l'une d'entre elles avec l'Ukraine, et ne marque aucun but en sélection avant et après la Coupe du monde 1994. Malgré cet état de grâce lors de la Coupe du monde 1994, il a du mal à percer en club : après un passage intéressant au Valence CF (7 buts en 25 matches), il enchaîne les contrats dans des clubs de moindre importance : Glasgow Rangers (où comme à Valence, il n'arrive pas à s'imposer), Istanbulspor puis Córdoba CF.  
Par la suite, il se retire de la scène internationale et arrête sa carrière assez tôt pour raisons de santé. Salenko revient cependant dans le monde du football lors la saison 2000-2001 en signant pour l'équipe polonaise de Pogoń Szczecin. Après un seul match joué sous son nouveau maillot et des problèmes physiques liés à une certaine surcharge pondérale, il met définitivement fin à sa carrière.

## Statistiques

### Buts internationaux
| 0   | Date         | Lieu                                    | Compétition                            | Résultat | Adversaire | Détail | Détail            | Détail | Sél. |
| --- | ------------ | --------------------------------------- | -------------------------------------- | -------- | ---------- | ------ | ----------------- | ------ | ---- |
| 1er | 24 juin 1994 | Pontiac Silverdome, Pontiac, États-Unis | Premier tour de la Coupe du monde 1994 | P 3-1    | Suède      | 4e     | s.p du pied droit | 0-1    | 7e   |
| 2e  | 28 juin 1994 | Stanford Stadium, Stanford, États-Unis  | Premier tour de la Coupe du monde 1994 | V 6-1    | Cameroun   | 15e    | du pied droit     | 1-0    | 8e   |
| 3e  | 28 juin 1994 | Stanford Stadium, Stanford, États-Unis  | Premier tour de la Coupe du monde 1994 | V 6-1    | Cameroun   | 41e    | du pied droit     | 2-0    | 8e   |
| 4e  | 28 juin 1994 | Stanford Stadium, Stanford, États-Unis  | Premier tour de la Coupe du monde 1994 | V 6-1    | Cameroun   | 44e    | s.p du pied droit | 3-0    | 8e   |
| 5e  | 28 juin 1994 | Stanford Stadium, Stanford, États-Unis  | Premier tour de la Coupe du monde 1994 | V 6-1    | Cameroun   | 72e    | du pied gauche    | 4-1    | 8e   |
| 6e  | 28 juin 1994 | Stanford Stadium, Stanford, États-Unis  | Premier tour de la Coupe du monde 1994 | V 6-1    | Cameroun   | 75e    | du pied gauche    | 5-1    | 8e   |

## Palmarès
Dynamo Kiev
- Champion d'Union soviétique en 1990.
- Vainqueur de la Coupe d'Union soviétique en 1990.

 Glasgow Rangers
- Champion d'Écosse en 1996.

Distinctions individuelles
- Meilleur buteur de la Coupe du monde des moins de 20 ans en 1989 (5 buts)
- Meilleur buteur de la Coupe du monde en 1994 (6 buts)
- Il reçoit la note de 10/10 par le journal L'Équipe après sa performance contre le Cameroun lors de la Coupe du monde 1994.